# 東京ディズニーランド20thアニバーサリー
『東京ディズニーランド20thアニバーサリー』(Tokyo Disneyland 20th Anniversary)は、2003年1月25日から2004年4月11日にかけて、東京ディズニーランド (TDL)で開催されたアニバーサリーイベントである。2003年で、1983年のグランドオープンから20周年になるのを記念して、様々なエンターテイメントが催された。
また、オープンから1年半が経過した東京ディズニーシーにとっても、本格始動となる1年間でもあり、両パーク合わせて｢200％ディズニー！｣を合い言葉に平行する形で様々なイベントが開催されていた。

## 概要
メインテーマを「Make a Wish」とし、同名のテーマソングが使用されたほか、20周年期間中に行われたスペシャルイベントの多くにこのフレーズが登場した。

## スペシャルイベント
「DREAM」をテーマに、441日間にわたって開催された。期間中に開催されたスペシャルイベントは以下の通り。
※各イベントの詳しい内容などは各項目を参照。
2003年
- 1月24日18時45分～22時30分 東京ディズニーランド20thアニバーサリー・スペシャルプレビュー
- 1月25日〜2004年4月11日 『ディズニー・ドリームス・オン・パレード』 （20周年版としての開催は2004年4月11日までだが、その後も2006年3月30日までマイナーチェンジして続行された。さらに2006年3月31日からはこのパレードをリニューアルした『ディズニー・ドリームス・オン・パレード"ムービン・オン"』が開催されていた。）
- 1月25日〜3月30日 『シンデレラブレーション:ライツ・オブ・ロマンス』
- 2月14日 東京ディズニーランド『スペシャルファンパーティー2003"ヴァレンタインナイト"』
  - 夜間特別営業で開催された
  - 価格：7,000円
  - 実施内容
    - シンデレタブレーション：ライツ・オブ・ロマンス
    - ファンタジー・イン・ザ・スカイ
    - ミッキーと仲間たちのスペシャルナイトグリーティング
    - 「東京ディズニーランド・エレクトリカルパレード・ドリームライツ」のフロートがフォトロケーションとして登場

- 4月14日 「東京ディズニーランド20thアニバーサリー・ドリームツアー」出発式をシンデレラ城前で実施
- 4月15日 スペシャルグリーティング
  - バースデーケーキがデコレーションされたフロートでゲストを迎える。
  - アンバサダーのほか、東京ディズニーランド・バンド、ミッキー、ミニー、ドナルド、デイジー、グーフィー、プルート、チップ＆デール、七人のこびと、トゥイードル・ディー＆ダムが登場

- 4月15日〜9月19日 20周年記念キャッスルショー 『ミッキーのギフト・オブ・ドリームス』
- 7月1日〜7月7日 『ディズニー・スターフェスティバル』
- 7月1日〜9月19日 20周年記念 『ブレイジング・リズム』
- 7月28日「東京ディズニーランド20thアニバーサリー・ドリームツアー」到着式
- 9月20日〜10月31日 『ディズニー・ハロウィーン』
- 11月4日〜12月25日 20周年記念『クリスマス・ファンタジー』
- 12月28日〜12月30日 『カウントダウン・パレード2004』
- 12月31日〜2004年1月1日 『カウントダウン・パーティー2004』

2004年
- 1月1日〜1月7日　『ニューイヤーズ・ホリデー』
- 1月12日〜4月11日　20周年記念キャッスルショー『 リメンバー・ザ・ドリーム』
- 1月17日〜4月11日　『シンデレラブレーション:ライツ・オブ・ロマンス』（再演）

『シンデレラブレーション:ライツ・オブ・ロマンス』と『ブレイジング・リズム』の2つのエンターテイメントは、20周年イベント終了後も開催されている。

### 東京ディズニーシー アニバーサリー期間中のイベント
- ディズニー・デリシャス・デイズ(2003年1月10日-3月20日)
- アリエルのシーサイドトレジャー(5月10日-8月31日)
- ディズニーキッズ・サマーアドベンチャー(6月1日-8月31日)
- ホットラテンナイト(7月18日-8月31日)
- 東京ディズニーシー2ndアニバーサリー(9月4日-10月15日)
- ハーバーサイド・クリスマス(11月4日-12月25日)
  - キャンドルライト・リフレクションズ 及びレギュラーショーのクリスマスバージョンがこの年からスタートしている。
- ニューイヤーズ・イヴ・セレブレーション2004(12月31日-2004年1月1日)
- ニューイヤーズ・フェスタ(1月1日-1月7日)
- ディズニー・リズム・オブ・ワールド(2月1日-4月11日)
- ディズニーシー・シンフォニー最終楽章(3月20日-4月22日)

## エンターテイメント

### ミッキーのギフト・オブ・ドリームス
夢をかなえる魔法バッグ「バッグ・オブ・ドリームス」でディズニーの仲間たちの夢をかなえていくというショー。
公演情報
- 公演回数：1日3回
- 公演時間：約20分
- 出演者数：約110名
- 公演場所：シンデレラ城特設ステージ
- 鑑賞方法：中央鑑賞エリアは抽選で配布される入場券が必要（機械による抽選）

## デコレーション
TDLおよび東京ディズニーリゾート (TDR)では、20周年のデコレーションがいたるところに施されていた。以下では一部を紹介する。
- メインエントランスにあるミッキー花壇が、ミッキーマウスの顔から"20 YEARS"という20周年のロゴのモニュメントに変更された。
- 同じくメインエントランスの花壇には、ディズニーキャラクターのカラーのトピアリーが設置された。
- ワールドバザールの屋根には20周年のイメージカラーである青色の幕が飾られ、中央の交差点には20周年のロゴが掲げられた（クリスマスイベント開催中はロゴは取り外され、クリスマスツリーに小さなロゴがついた）。
- TDRの周りを回っているディズニーリゾートラインの車両のうち、先頭と最後尾の車両には20周年のイラストのラッピングがされた。また、全車両の上部には、"Tokyo Disneyland 20th Anniversary"というステッカーが貼られた。
- 同じく、ディズニーリゾートラインの車内には20周年のグッズが飾られていた（それまでは昔のディズニーグッズが飾られていた）。

このほかにもTDL内には垂れ幕やモニュメントなど、さまざまなデコレーションがされた。

## メディア
20周年アニバーサリーに関連したCDやDVD。日付は発売日。

### CD
全てエイベックスより発売。
- 2003年2月13日　『東京ディズニーランド シンデレラブレーション：ライツ・オブ・ロマンス』
- 2003年3月26日　『Tokyo Disneyland Daytime Entertainment ~ Parade History ~』
- 2003年3月26日　『東京ディズニーランド ディズニー・ドリームス・オン・パレード』
- 2003年5月8日　『東京ディズニーランド ミッキーのギフト・オブ・ドリームス』
- 2003年7月9日　『東京ディズニーランド Nighttime Entertainment』
- 2003年7月24日　『東京ディズニーランド 20周年記念 ブレイジング・リズム』
- 2003年9月25日　『東京ディズニーランド 20周年記念 ディズニー・ハロウィーン2003』
- 2003年12月3日　『東京ディズニーランド 20周年記念 クリスマス・ファンタジー2003』
- 2004年1月28日　『東京ディズニーランド 20thアニバーサリー ベスト・アルバム』
- 2004年1月28日　『東京ディズニーランド 20thアニバーサリー リメンバー・ザ・ドリーム』
- 2004年3月10日　『東京ディズニーランド フィール・ザ・マジック』
- 2004年3月10日　『東京ディズニーランド ワン・マンズ・ドリーム』
- 2004年3月10日　『東京ディズニーランド ミッキー・マニア』

### DVD
全てブエナビスタホームエンターテイメントより発売。
- 2003年4月18日　『東京ディズニーランド20thアニバーサリー/夢の招待状』
- 2004年1月21日　『東京ディズニーランド20周年 ミッキーと見よう!アニバーサリー・イヤー』